# Tempo

Compassos inicials del tema amb variacions de la Sonata Kv 331 de Mozart, amb dos tipus d'indicació de tempo. D'una banda ens indica que és un Andante, al qual afegeix, més per concretar el caràcter que no pas el tempo l'adjectiu 'grazioso'. De l'altra, precisa que cal interpretar 120 corxeres cada minut; o, cosa que és el mateix, dues cada segon

El tempo, en música, és la velocitat a la qual cal interpretar o a la que veritablement s'interpreta una composició musical. És una paraula italiana que literalment significa 'temps'. Es mesura en pulsacions per minut (ppm), abreviat actualment més sovint com a bpm ('beats per minute' en anglès). En funció del tempo, una mateixa obra musical té una durada més o menys llarga; semblantment, cada figura musical (una negra o una blanca) no té una durada especifica i fixa en segons, sinó que depèn del tempo.

## Elements d'història

### Fins a la invenció del metrònom
A Europa, des d'aproximadament el segle xvii, els compositors han volgut deixar indicacions sobre la partitura relacionades amb la velocitat a la qual volien que s'interpretés la seva música. Aquestes indicacions han estat de diversos tipus segons els moments i les tradicions musicals, però hi ha un moment de canvi important quan l'any 1812 s'inventa el metrònom. Fins aquell moment l'habitual havien estat unes paraules, habitualment adjectius, que descrivien la velocitat de la peça musical i de la seva interpretació com andante, allegro, etc., però que a la vegada aportaven informació també sobre el caràcter o l'expressió que calia donar a la música. Així, per exemple, andante ('caminant' en italià') dona una determinada sensació de moviment, però allegro, abans de ser indicatiu de velocitat, que també, ho és, sobretot, de caràcter.

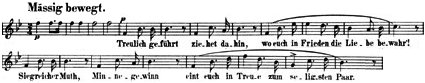
Inici de la melodia de la Marxa Nupcial de Wagner, amb la indicació de tempo en alemany (Mäsig bewegt: moderadament animat)

Aquestes indicacions són quasi sempre en italià durant els segles xvii i, sobretot, xviii, fos quina fos la nacionalitat de l'autor i el lloc on es produís aquesta música. El seu ús es generalitzà -progressivament arreu d'Europa- al llarg del segle xviii, en especial el dels mots més habituals (adagio, andante, allegro i presto). Amb posterioritat a la invenció del metrònom s'han continuat emprant i, cap a finals del segle xix i principis del xx, amb l'eclosió dels nacionalismes, es va tendir a emprar-ne les corresponents traduccions a les llengües pròpies dels autors que les feien servir.
Especialment per a la segona meitat del segle xviii, les músiques conservades en les caixes de música i en els rellotges musicals, i en general en tota mena d'artefactes capaços de reproduir música de forma mecànica, són una eina de primera importància per conèixer les velocitats reals a què s'interpretava la música.

### A partir de la invenció del metrònom

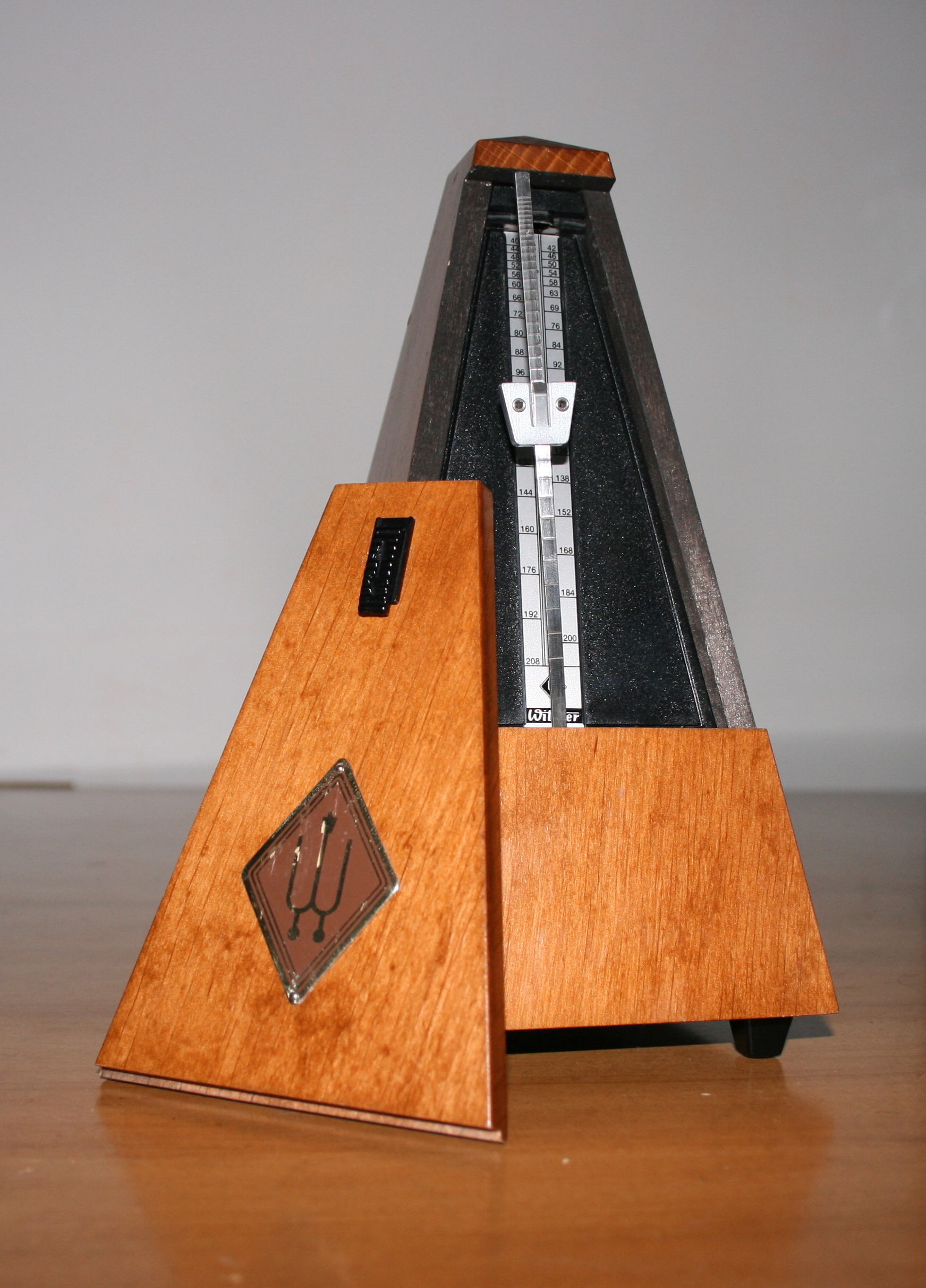
Metrònom tradicional

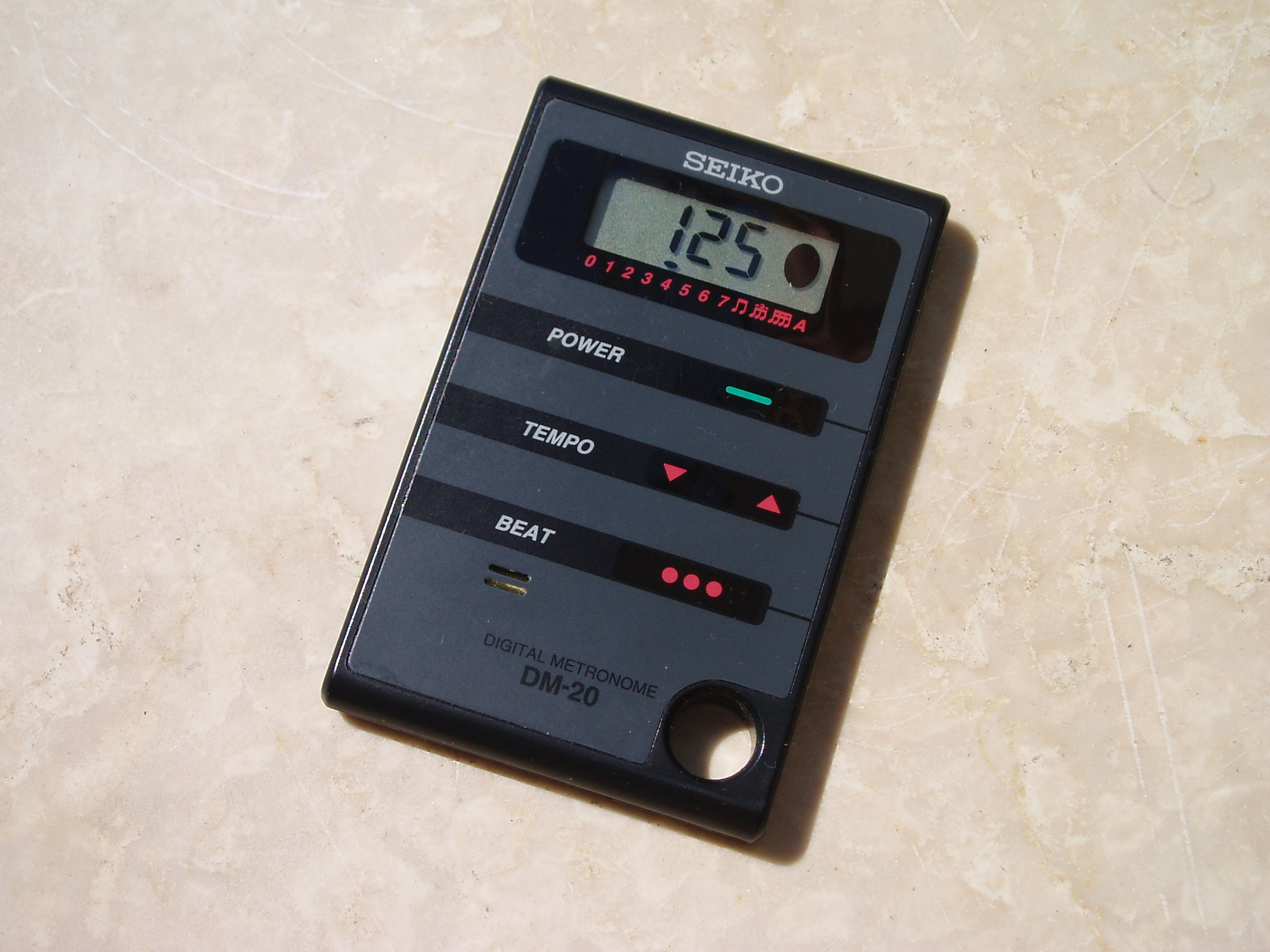
Metrònom digital

La invenció del metrònom amb el qual es podia tant ajustar la velocitat a un determinat nombre de pulsacions per minut, com sentir aquestes pulsacions mentre s'interpreta la música, va permetre una exactitud molt més gran que la que s'havia donat amb anterioritat. A partir d'aquell moment l'autor podia expressar quina figura (normalment la negra, però també la blanca o la corxera, o la negra amb punt, segons el tipus de compàs) era la que es prenia com a unitat de mesura, quina era la que equivalia a una pulsació.
Paral·lelament es va fer una adequació del sistema anterior -que no desapareixia- al nou i s'establia que, per exemple, un andante corresponia a entre 60 i 80 pulsacions per minut; així, cada una de les indicacions textuals en italià correspon a una forquilla d'indicacions numèriques.
Habitualment aquestes indicacions, tant textuals com metronòmiques se situen immediatament a sobre del pentagrama quan és una partitura a un sol pentagrama, i del pentagrama superior quan es tracta d'una peça amb diversos pentagrames.
En general, doncs, al llarg dels darrers segles, el tempo ha estat indicat cada vegada amb un grau de precisió més gran per part dels autors. Això no obsta que elements diversos entre els quals podem comptar les capacitats tècniques del(s) intèrpret(s), les dimensions del grup, l'acústica de la sala, etc., puguin induir a aplicar criteris de tempo no del tot coincidents amb els que proposa l'autor.

## El tempo més enllà de la velocitat
Semblantment també existeix un cert tipus de relacions entre les indicacions de tempo i els tipus de compàs que es fa servir, un vestigi de la notació medieval. Així, un 3/2 acostuma a designar un tempo més lent que no pas un 3/4; i un 3/8 ens porta a un tempo encara més ràpid. Una relació semblant s'estableix també entre els compassos 4/4 i 2/2 (alla breve). Així, doncs, el compàs esdevé, també, una manera de donar informació sobre el tempo.
Epstein ha senyalat que el tempo, però, no és sols el resultat d'establir quantes dècimes de segon dura una negra sinó que és el resultat de complexes interaccions entre molts elements que conflueixen en una obra musical com el treball temàtic, els ritmes, l'articulació, la respiració, les progressions harmòniques, el moviment tonal, l'activitat contrapuntística, etc. El tempo és una reducció de tota aquesta globalitat a un concepte de velocitat quan en realitat és molt més un concepte de 'moviment' en el sentit més ampli del mot. Per això trobar el tempo 'correcte', el més adequat, és una de les tasques més subtils i més difícils a les quals s'enfronta un intèrpret.

## Fluctuacions del tempo
Una peça musical pot incorporar canvis de tempo, que a voltes són sobtats i en altres ocasions, graduals, en aquest cas per mitjà del accelerando i del ritardando. Habitualment aquests canvis tenen una raó de ser estructural i/o expressiva. Però fins i tot en aquells casos i moments en què no s'indica cap canvi de tempo, aquest no es manté absolutament fix -excepte en aquelles interpretacions que incorporen elements mecànics o electrònics- sinó que fluctua lleument, sempre en funció dels elements exposats abans, dins de cada compàs i dins de cada frase.
En les músiques a ritme lliure -des del cant gregorià i molts altres cants religiosos en moltes cultures diverses, passant pel recitatiu operístic- el tempo té implicacions força diferents: les fluctuacions de tempo poden ser molt més grans, les figures no mantenen la seva proporcionalitat matemàtica, i el tempo no està regulat pel concepte de 'pulsacions per minut'. Això no priva que hi hagi recitatius (i passatges d'un mateix recitatiu) interpretats en tempos diversos, i peces del repertori gregorià que siguin interpretades amb tempos diferents per grups diversos.

## Els indicadors del tempo
A continuació es donen els indicadors més habitual del tempo, de més ràpid a més lent. Entre parèntesis hi figuren les indicacions metronòmiques extremes entre les quals es mou cada concepte; en aquest sentit cal tenir en compte que no hi ha unanimitat i que hi ha altres possibilitats:
- Prestissimo - Tan de pressa com sigui possible (200 - 208 bpm) (abreviat Prestmo)
- Vivacissimo
- Allegrissimo
- Presto - De pressa (168 - 200 bpm)
- Vivo
- Vivace - Viu i de pressa (~140 bpm)
- Allegro assai
- Allegro - Alegre i de pressa (120 - 168 bpm) (abreviat Allo)
- Allegretto - Bastant viu (però menys que l'Allegro) (abreviat Allto)
- Moderato - Moderat (108 - 120 bpm) (abreviat Modto)
- Andantino - Alternativament de més de pressa o més lent que l'Andante (abreviat Andino)
- Andante - Caminant (76 - 108 bpm) (abreviat: Andte)
- Adagietto - Bastant lent
- Adagio - lent (66 - 76 bpm)
- Larghetto (60 - 66 bpm)
- Lento - Molt lent
- Largo - Suspès (40 - 60 bpm)
- Lentissimo
- Adagissimo
- Larghissimo
- Grave - Pesat, seriós

Algunes d'aquestes denominacions van més enllà d'aquesta funció i han passat a denominar tipus de moviments o moviments concrets, en especial en el mercat modern de la música clàssica. Així, per exemple, la denominació allegro no és sols una determinada forquilla de velocitats sinó que, de vegades designa un moviment de caràcter ràpid, en general. Aquest és el sentit de l'expressió 'allegro de sonata' o 'allegro-sonata' per referir-se a un moviment en forma sonata que quasi sempre era ràpid. O també és el cas quan hom es refereix a lAdagio', d'Albinoni, o al de Samuel Barber una categoria que el mercat ha explotat en l'anomenat chill out de la música clàssica.
En altres casos, algunes velocitats que estan molt estandarditzades serveixen per indicar el tempo. En són exemples A tempo di marcia, és a dir, a temps o a velocitat de marxa, o tempo di valse (temps de vals). Això, però, a vegades dona lloc a situacions absolutament redundants com quan Franz Liszt posa com a indicació de tempo de la seva transcripció per a piano de la Marxa Rákóczy tempo di marcia, o com quan Maurice Ravel al seu Boléro posa com a principal indicació de tempo Tempo di Bolero, tot i que després afegeix 'moderato assai'.
 Un exemple de blast beats tocats als següents tempos 120, 160, 200 i 240 bpm, fets amb Cubase i Drumkit From Hell (?·pàg.)
En el jazz, el rock i la música popular en general, s'han popularitzat expressions en anglès per indicar el tempo, entre les quals destaquem (en ordre decreixent de velocitat): fast, laid back, steady rock, medium, medium-up, ballad, etc. En els estils de la música electrònica de ball (House, ...) el tempo es consigna només atenent a les pulsacions per minut (en anglès 'bpm') atès que aquest és un element de primer ordre per programar els aparells que intervenen en l'execució musical.

### Els indicadors de canvis de tempo
Fantasia-Impromptu Opus 66 de Frederic Chopin en la qual es poden apreciar diversos canvis i fluctuacions del tempo (?·pàg.)

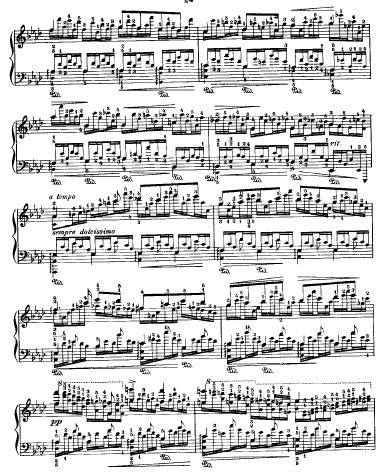
Indicacions de canvis de tempo en una partitura de Frederic Chopin per a piano; un 'ritardando' al final del segon pentagrama i un 'a tempo' al començament del següent

Atès que el tempo pot variar al llarg d'una obra musical, i que ho pot fer en sentits diversos i de maneres diferents, també són moltes les maneres d'indicar-ho.
Acceleració i desacceleració del tempo
Alguns dels més habituals són:
- animato; més ràpid
- accelerando (abreviat en accel.); progressivament més ràpid
- doppio (doblant el tempo inicial o previ)
- più mosso; més ràpid (literalment: més mogut)
- più moto; més ràpid (literalment: més moviment)
- affrettando; apressant-se (accelerant el tempo)
- stringendo; fent pressió (accelerant el tempo)
- ritardando; (abreviat: rit.); progressivament més a poc a poc
- rallentando; (abreviat: rall.); progressivament més a poc a poc
- ritenuto; més a poc a poc (literalment: retingut)

De totes aquestes indicacions, només accelerando, ritardando i rallentando plantegen sempre un canvi progressiu del tempo; les altres indicacions tendeixen més a referir-se a canvis sobtats.
Retorn a un tempo previ
Són indicacions que s'acostumen a donar després d'una (o més) indicació d'acceleració o desacceleració, ja sigui per tornar al tempo immediatament anterior o a l'inicial. Les més freqüents són:
- tempo primo; (tempo primer)
- a tempo; (a temps)
- lo stesso tempo ou istesso tempo (el mateix tempo)

Llibertat o flexibilitat passatgera en l'aplicació del tempo
En alguns casos, sobretot per raons expressives, l'autor demana que durant un cert període (normalment des d'unes quantes notes a uns quants compassos) l'intèrpret tracti el tempo amb una flexibilitat molt més gran o, fins i tot, que el tempo quedi en suspens. A part del calderó, els més habituals són: 
- ad libitum (abreviat en ad lib., és a dir: lliurement) ;
- a piacere (és a dir, a plaer) ;
- rubato (literalment 'robat'; és a dir: com robant temps al temps, més de pressa) ;
- senza tempo (és a di:, sense tempo).